# Belgique au Concours Eurovision de la chanson 2025
Vous êtes invité à donner votre avis sur cette page de discussion, de manière argumentée en vous aidant notamment des critères d’admissibilité ou en présentant des sources extérieures et sérieuses.  
Après avoir apposé le modèle {{Admissibilité}} sur une page, suivez les étapes expliquées sur Wikipédia:Débat d'admissibilité/Aide :
| 1. | Créez la page de débat d'admissibilité.                                                                      | Sauvegardez d’abord la page pour l’initialiser puis indiquez votre motivation.                                            |
| 2. | Important : ajoutez une entrée dans la section Débat d'admissibilité du jour.                                | Utilisez ce texte : *{{L\|Belgique au Concours Eurovision de la chanson 2025}}                                            |
| 3. | Pensez à informer les contributeurs principaux de la page et les projets associés lorsque cela est possible. | Utilisez ce texte : {{subst:Avertissement débat d'admissibilité\|Belgique au Concours Eurovision de la chanson 2025}}~~~~ |

La Belgique est l'un des trente-sept pays participants du Concours Eurovision de la chanson 2025, qui se tient du 13 au 17 mai 2025 à Bâle en Suisse.

Le pays est représenté par Red Sebastian, avec sa chanson Strobe Lights.

## Sélection
C'est le 8 mai 2024 que la VRT, diffuseur belge néerlandophone de service public, confirme la participation du pays à l'Eurovision 2025. Comme c'était le cas deux ans plus tôt, l'organisme confirme par la même occasion que la sélection du représentant et de sa chanson se feront au moyen d'une présélection télévisée intitulée Eurosong,.

### Format
Eurosong 2025 se compose de trois shows : deux émissions de présentations, enregistrées les 10 et 14 décembre 2024 à Bruxelles et diffusées les 18 et 25 janvier 2025, et d'une finale, retransmise en direct de Vilvorde le 1er février 2025.

Huit artistes ont été sélectionnés pour participer à Eurosong. Dans chacune des deux émissions de présentation, quatre d'entre eux présenteront leur chanson au public sans mise en scène.
Les résultats seront déterminés à 50% par le public belge et à 50% par un jury de quinze professionnels, qui sont:
- Gustaph, chanteur et coach vocal belge, représentant de la Belgique à l'Eurovision 2023,
- Bart Cannaerts, animateur de télévision et comédien belge,
- André Vermeulen, journaliste belge, spécialiste de l'Eurovision,
- Els Germonpré, coordinatrice musicale à VRT 1,
- Leslie Cable, cheffe de la délégation de la RTBF à l'Eurovision,
- Jasper van Biesen, auteur du livre 65 Years of Belgium at the Eurovision Song Contest,
- Indy van Cauwenbergh, chorégraphe belge,
- Kim Debrie, animatrice chez Radio 2,
- Anja Daems, idem,
- Laura Govaerts, animatrice chez MNM,
- Imane Boudadi, directrice et animatrice chez MNM,
- Nona Van Braeckel, créatrice de contenu numérique chez Studio Brussel,
- Stephan Monsieur, directeur de l'OGAE Belgique,
- Merol, chanteuse néerlandaise,
- Emmelie de Forest, chanteuse danoise, gagnante de l'Eurovision 2013.

### Participants
La liste des participants est révélée par la VRT le 11 novembre 2024. Ils ont été approchés par une équipe d'A&R, parmi une liste de candidatures proposées par les maisons de disques,. Les artistes retenus ont ensuite passé des auditions à la tour Reyers, à Bruxelles. Les titres des chansons sont annoncés le 13 janvier 2024, accompagnés d'extraits de 18 secondes.
| Artiste            | Titre               | Langue   | Auteur(s)                                                                      |
| ------------------ | ------------------- | -------- | ------------------------------------------------------------------------------ |
| Grace              | Pull Up             | Anglais  | Ameerah A. Roelants, Grace Khuabi, Willem Vanderstichele                       |
| Jelle van Dael     | Monster             | Anglais  | Jelle van Dael, Lindi Konings, Udo Mechels, Willem Vanderstichele              |
| Le Manou           | Fille à Papa        | Français | Manou Maerten, Willem Vanderstichele                                           |
| Leez               | Perfectly Imperfect | Anglais  | Lisa van Rossem, Loek van der Grinten, Philipine Nancy Corporaal, Will Knox    |
| Lenn               | Air Balloon         | Anglais  | Lenn Neefs, Willem Vanderstichele                                              |
| Mentissa           | Désolée             | Français | Lili Louise Musique/La Passée Editions, Mentissa Mpatha Ngandu, Vianney Bureau |
| Red Sebastian      | Strobe Lights       | Anglais  | Ameerah A. Roelants, Billie Bentein, Willem Vanderstichele                     |
| Stefanie Callebaut | Gloria              | Anglais  | Jeroen Swinnen, Stefanie Callebaut                                             |

1. ↑  Lenn est le fils de Günther Neefs et le petit-fils de Louis Neefs[5].

### Finale
La finale est diffusée le samedi 1er février 2025.
- Première place
- Deuxième place
- Troisième place
- Dernière place

| Ordre | Artiste            | Titre               | Jury (50%) | Télévote (50%) | Total | Place |
| ----- | ------------------ | ------------------- | ---------- | -------------- | ----- | ----- |
| 1     | Leez               | Perfectly Imperfect | 72         | 72             | 144   | 2     |
| 2     | Le Manou           | Fille à Papa        | 54         | 21             | 75    | 8     |
| 3     | Jelle van Dael     | Monster             | 68         | 47             | 115   | 4     |
| 4     | Mentissa           | Désolée             | 73         | 58             | 131   | 3     |
| 5     | Lenn               | Air Balloon         | 55         | 27             | 82    | 7     |
| 6     | Stefanie Callebaut | Gloria              | 70         | 41             | 111   | 5     |
| 7     | Red Sebastian      | Strobe Lights       | 132        | 291            | 433   | 1     |
| 8     | Grace              | Pull Up             | 61         | 28             | 89    | 6     |

C'est donc Red Sebastian qui défendra sa chanson Strobe Lights à l'Eurovision 2025.

## À l'Eurovision
La Belgique participe à la première demi-finale, le mardi 13 mai, passant en neuvième position. Cependant, le pays est éliminé, n'arrivant pas dans les dix premiers, finissant 14ème (sur 15) avec 23 points.

### Retransmission
La Belgique retransmet l'Eurovision en français sur la RTBF, et en néerlandais sur la VRT. 
Côté francophone, la première demi-finale, à laquelle le pays participe, ainsi que la finale, sont retransmises sur La Une, tandis que la seconde demi-finale est diffusée sur Tipik. Les commentateurs des trois soirées sont Jean-Louis Lahaye et Joëlle Scoriels,.

La chaîne VRT 1 diffuse quant à elle les trois soirées du Concours, avec les commentaires en néerlandais de Peter Van de Veire.
Les deux retransmissions de la finale attirent un total de 987 238 téléspectateurs, dont 697 615 du côté néerlandophone, qui totalise une part d'audience de 56,7 %. La télévision flamande annonce ainsi son score le plus faible depuis treize ans pour une finale de l'Eurovision, avec une baisse de 160 000 téléspectateurs sur un an.

De son côté, la RTBF réunit 289 623 téléspectateurs, soit environ 2 000 de moins que l'année précédente.
La première demi-finale est suivie par un total de 1 180 253 personnes à travers le pays.

### Votes
Le jury belge se compose de:
- Indy van Cauwenbergh, chorégraphe;
- Hans Franken, musicien;
- Billie Leyers, chanteuse;
- Xavier Taveirne, animateur de radio;
- Noémie Wolfs, chanteuse.

C'est l'animateur de radio flamand Manu Van Acker qui présente leurs votes lors de la finale.

#### Points attribués par la Belgique
Finale
| Points    | Pays      |
| --------- | --------- |
| 12 points | Autriche  |
| 10 points | Estonie   |
| 8 points  | Suisse    |
| 7 points  | Lettonie  |
| 6 points  | Suède     |
| 5 points  | Italie    |
| 4 points  | Finlande  |
| 3 points  | Pays-Bas  |
| 2 points  | Pologne   |
| 1 points  | Allemagne |

| Points    | Pays     |
| --------- | -------- |
| 12 points | Israël   |
| 10 points | Pologne  |
| 8 points  | France   |
| 7 points  | Albanie  |
| 6 points  | Grèce    |
| 5 points  | Pays-Bas |
| 4 points  | Suède    |
| 3 points  | Autriche |
| 2 points  | Estonie  |
| 1 point   | Italie   |

#### Points attribués à la Belgique
Première demi-finale
| 12 points   | 10 points | 8 points | 7 points | 6 points | 5 points         | 4 points | 3 points | 2 points | 1 point |
| ----------- | --------- | -------- | -------- | -------- | ---------------- | -------- | -------- | -------- | ------- |
| Télévote    |           |          |          |          |                  |          |          |          |         |
| Saint-Marin |           |          |          |          | Islande Pays-Bas |          |          |          | Estonie |

En tout, ce sont 23 points qui ont été attribués à la Belgique, ce qui positionne le pays à la 14e et avant-dernière place.